# OKICA

이용 방법

OKICA는 오키나와현의 철도 사업자인 오키나와 도시 모노레일과 오키나와 일부 노선 버스 사업자 4개 사가 공동 참여하는 교통 IC 카드이다. 2014년 10월 20일부터 오키나와 도시 모노레일 선에서 선행 도입되었다.

## 개요
"OKICA"의 명칭은 "OKINAWA IC CARD"의 약어이다. 또한 "오키나와가 바뀐다"이라는 의미도 포함되어 있다. 오키나와 현 내부에서 철도와 버스 등의 교통 기관에서 사용할 수 있는 최초의 교통 IC 카드이다.
현재 Suica 등 일본 내 다른 지역의 교통 IC 카드와 상호 이용할 수 없다. 이는 오키나와섬이 외딴 섬이라는 점과 상호 이용을 위한 시스템 개발비·운용비 부담이 걸림돌되었기 때문이다. 따라서 큐슈 여객철도의 오키나와 지점에서 판매하여 오키나와 현의 상업 시설 등에 사용되는 SUGOCA와 상호 이용도 불가능하다.
또한 OKICA 도입에 따른 오키나와 도시 모노레일 및 현내 노선 버스 4개 모두 111번 고속 버스 전용 회수권을 제외한 횟수 승차권의 판매를 종료했다. 정기권에 대해서는, 오키나와 도시 모노레일은 2014년 10월 30일부터 전선으로 이행하였고, 노선 버스는 2015년 8월 27일에 4개 버스 회사가 전선으로 이행하였다.
2020년 3월 10일부터 오키나와 도시 모노레일에 한해 Suica 등 타지역의 교통 IC카드를 사용할 수 있게 되었다.

## 해당 교통 사업자
- 철도 사업자
  - 오키나와 도시 모노레일 주식회사
- 버스 사업자
  - 나하 버스 주식회사
  - 동양 버스 주식회사
  - 오키나와 버스 주식회사
  - 주식회사 류큐 버스 교통